# Вільяленгуа
Вільяленгуа (ісп. Villalengua) — муніципалітет в Іспанії, у складі автономної спільноти Арагон, у провінції Сарагоса. Населення — 391 особа (2010).
Муніципалітет розташований на відстані близько 190 км на північний схід від Мадрида, 85 км на захід від Сарагоси.

## Демографія
Динаміка населення (INE ):